# Radio Côte d'Ivoire
 (janvier 2015).
Si vous disposez d'ouvrages ou d'articles de référence ou si vous connaissez des sites web de qualité traitant du thème abordé ici, merci de compléter l'article en donnant les références utiles à sa vérifiabilité et en les liant à la section « Notes et références ».
Radio Côte d'Ivoire fait partie du groupe RTI. Station généraliste en Côte d'Ivoire à vocation nationale et régionale, elle ouvre son antenne à tous les genres de programmes. Elle produit 133 heures de programmes hebdomadaires, accordant également une place de choix aux informations régionales et en langues nationales ainsi qu’aux émissions religieuses et de services.

## Leaders en Côte d'Ivoire
Selon un sondage réalisé par le Cabinet parisien HPCI Média (en juin 2001), Fréquence 2 et Radio Côte d'Ivoire (généraliste) dominent le palmarès en recueillant, à elles deux, plus de 60 % de l'audience (veille en cumulée), loin devant les radios internationales.

## Radio CI etFréquence 2
Grandes ambitions et petits moyens Les deux chaînes de la radio nationale couvrent l’ensemble du territoire. Elles émettent en FM 24 heures sur 24, et synchronisent leurs programmes d’information radiodiffusés jusqu’à 8 heures du matin. La station nationale est plus tournée vers l’information institutionnelle et prend aussi en compte les besoins d’information des auditeurs à travers des émissions grand public, des débats sur des thèmes d’actualité, de société, de politique, d’économie et de culture. Fréquence 2, la deuxième station, vise un public plus jeune qui veut se divertir. Son programme est fait pour l’essentiel de magazines et d’émissions musicales. Les deux chaînes de radio qui ambitionnent d’être les meilleures et les plus proches des auditeurs sont handicapées par le manque de moyens. Les journalistes et les animateurs se plaignent d’être mal payés. La RTI a adopté depuis plusieurs années des programmes d’information radio et télévisés en langues nationales auxquelles s’ajoute le moré, langue des Mossi, dont une communauté de 3 millions de personnes vit en Côte d'Ivoire.

## Journalistes
Rache N’GUESSAN, journaliste sportif

Brice KOUASSI, journaliste sportif
Jérôme Kouakou,journaliste présentateur
Adassa Assoumou, journaliste présentatrice 
Korona Sékongo, journaliste reporter

## Émissions
Voici petite liste de quelques émissions de la station - A-E :
- 15 millions de consommateurs.Magazine du consommateur
- 3e âge.Magazine consacré aux personnes du 3e âge
- A l'écoute du droit.Magazine des droits et devoirs
- Antenne soir.Variété musicale
- Attokro.Contes et légendes de chez nous.
- Au bon vieux temps.Musique du temps passé
- Au travail.Variété musicale
- Au travail au féminin.Magazine de la femme
- Bon à savoir.Magazine d'informations diverses
- Bonjour c'est Dimanche.Variété musicale - jeux - réveil
- Bonjour la région.Une semaine pour découvrir une région et ses réalités
- Chants et danses de chez nous.Magazine consacré au monde paysan.
- Chœurs joyeux.Magazine du chant choral et découvertes des communautés religieuses
- Compagnon de nuit.Variété version bal
- Couleur week-end.Variété - jeu - entretiens.
- Couloir humanitaire.Magazine sur les actions humanitaires
- Économie.Magazine économique
- Espace promo.Promotion des programmes
- Évasion.Magazine du tourisme

## Fréquences
- 87.7 Divo
- 87.9 Tiémé
- 87.9 Grabo
- 88.1 Yamoussoukro
- 88.3 Zoukougbeu
- 88.3 Bouna
- 88.4 Békouéfin
- 88.7 Séguéla
- 88.8 Tai
- 89.3 Kouakoussikro
- 89.7 Tehini
- 89.8 Grand-Lahou
- 90.7 Dabakala
- 92.1 Bouaké
- 92.2 M'bengue
- 92.7 Niangue
- 92.8 Toulepleu
- 93.0 Naingbo
- 94.2 Koun Fao
- 94.3 Kong
- 94.7 Touba
- 95.5 Maféré
- 96.3 Tengréla
- 96.9 Man
- 99.4 Dimbokro
- etc